# Даннер, Кристиан Франц
Кристиан Франц Даннер (нем. Christian Franz Danner; 12 июля 1757, Шветцинген — 29 апреля 1813, Раштатт) — немецкий скрипач, композитор и дирижёр.
Из семьи мангеймских музыкантов, крёстный сын Христиана Каннабиха. Брал уроки композиции у Вольфганга Амадея Моцарта зимой 1777/1778 гг. Затем работал в Мюнхене, Цвайбрюккене (1785—1787) и наконец в Карлсруэ, где в 1808—1812 гг. был одним из капельмейстеров Баденской придворной капеллы. Среди его учеников Иоганн Фридрих Экк.